# 'Nsync

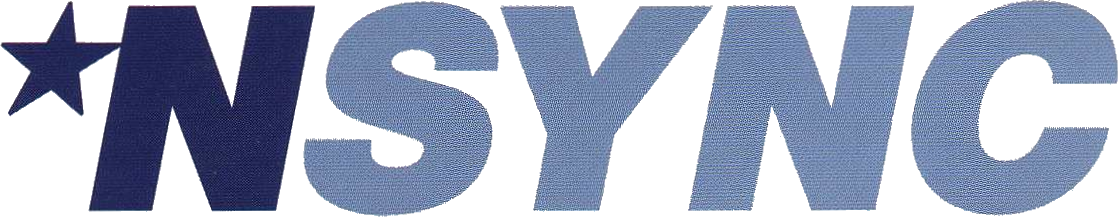
'Nsyncs logotyp

'Nsync, stiliserat som 'NSYNC, är ett amerikanskt pojkband med fem medlemmar, bildat 1995. Likt Backstreet Boys bildades gruppen i Orlando, Florida. Gruppen består av Lance Bass, J.C. Chasez, Joey Fatone, Chris Kirkpatrick och Justin Timberlake. 
Deras mest framgångsrika album No Strings Attached (2000), delvis producerat av svensken Max Martin, såldes i 2,4 miljoner exemplar första veckan, vilket gör det till ett av de två album som sålts i över två miljoner exemplar i USA under den första veckan efter utgivningsdatum. Det andra är Adeles 25 (2015).
Gruppen återförenades 2023. 29 september släpptes singeln "Better Place".

## Diskografi
- 1997 – *Nsync
- 1998 – Home for Christmas
- 2000 – No Strings Attached
- 2001 – Celebrity